# Huangludian (köpinghuvudort i Kina, Henan Sheng, lat 33,26, long 112,64)
Huangludian är en köpinghuvudort i Kina. Den ligger i provinsen Henan, i den centrala delen av landet, omkring 190 kilometer sydväst om provinshuvudstaden Zhengzhou. Antalet invånare är 47 748. Befolkningen består av 23 101 kvinnor och 24 647 män. Barn under 15 år utgör 23,0 %, vuxna 15-64 år 68 %, och äldre över 65 år 7,0 %.
Runt Huangludian är det tätbefolkat, med 849 invånare per kvadratkilometer. Närmaste större samhälle är Pushan, 15,6 km söder om Huangludian. Trakten runt Huangludian består till största delen av jordbruksmark.
Genomsnittlig årsnederbörd är 919 millimeter. Den regnigaste månaden är augusti, med i genomsnitt 169 mm nederbörd, och den torraste är januari, med 5 mm nederbörd.